# René Metge
René Metge, född 23 oktober 1941 i Montrouge, Hauts-de-Seine, död 3 januari 2024 i Saint-Urcize, Cantal, var en fransk rallyförare. 
Metge körde Paris-Dakar-rallyt 1986 i en Porsche 959 och vann hela rallyt. Han vann även Farao-rallyt i Egypten samma år med samma bil.